# Distrito de Conthey
El distrito de Conthey (Bezirk Gundis en alemán) es uno de los catorce distritos del cantón del Valais, Suiza, situado al oeste del cantón. La capital distrital es Conthey.

## Geografía
El distrito hace parte de la llamada zona del Bajo Valais (Unterwallis/Bas-Valais). Limita al noreste con el distrito de Sion, al este con el de Hérens, al sur con el de Entremont, al auroeste con el de Martigny, y al oeste con el de Aigle (VD).

## Historia
Territorio sujeto a los Saboya desde el siglo XI, castellanía saboyana de 1254 a 1475, alta-valaisana (sujeta del Valais Alto) de 1475 a 1798, distrito desde 1815. Desde el siglo XI, los condes de Saboya sustituyeron a la abadía de San Mauricio en la gestión de la región. Gracias a los esfuerzos de los vidomnes fue surgiendo poco a poco la castellanía, compuesta del burgo de Conthey, Vétroz y Sensine, Daillon, Erde y Aven del lado derecho del Ródano, y, sobre el lago izquierdo, Nendaz son sus aldeas (Fey, Haute-Nendaz, Brignon, Clèbe, Verrey, Baar y Aproz). 
En 1254, Pedro II de Saboya hizo de Conthey una de las ocho castellanías de la bailía del Chablais. La villa de Conthey era la sede del vidomnato, cargo hereditario reservado a los nobles de Conthey, remplazados en 1257 por la familia de La Tour. El vidomne ejercía la alta justicia y la media justicia en mayo y octubre, y el castellano durante los otros diez meses. 
En 1375, el castillo de los vidomnes fue destruido por los Altos-Valaisanos, ya que Antonio de La Tour fue acusado de haber estado implicado en el asesinato del obispo de Sion, Guichard Tavel; las atribuciones del vidomne pasaron a manos del castellano.
La Majorie de Daillon, entidad aparecida en el siglo XIII, administrada como feudo del vidomnato y por consecuente feudo del conde, se extendía por los cuatro pueblos del monte (Daillon, Avec, Erde y Premploz); la entidad fue comprada en 1446 por los hombres de la misma majorie. Desde la erección de la castellanía, Pedro de Saboya hizo erigir un torreón en el burgo fortificado de Conthey. Este castillon jugó un rol en las guerras que durante todo el siglo XIV opusieron a los partisanos del obispo de Sion y los del conde. En 1475 fue destruido por los Altos-valaisanos tras la conquista del Valais Bajo. La castellanía fue incorporada al gobierno de San Mauricio hasta 1798. En 1815, el distrito de Conthey fue creado de las tierras de la antigue castellanía y las comunas de Ardon y Chamoson.

## Comunas
| Distrito de Conthey | Distrito de Conthey    | Distrito de Conthey |
| Comunas             | Población (31.12.2008) | Superficie km²      |
| ------------------- | ---------------------- | ------------------- |
| Ardon               | 2559                   | 20,4                |
| Chamoson            | 2963                   | 32,4                |
| Conthey             | 7246                   | 85,1                |
| Nendaz              | 5861                   | 85,9                |
| Vétroz              | 4439                   | 10,4                |
| Total (5)           | 23 068                 | 234,2               |